# Yang Chun
Yang Chun (ur. 19 marca 1917, zm. 19 stycznia 2005) – chińska działaczka państwowa.
Pochodziła z prowincji Syczuan. Związana z ruchem komunistycznym od 1936, rok później została członkiem Komunistycznej Partii Chin. Pracowała we władzach lokalnych i centralnych, dochodząc w 1980 do stanowiska wiceministra zdrowia. Była deputowaną do Ogólnochińskiego Zgromadzenia Przedstawicieli Ludowych w latach 1954–1975 (kadencje I, II, III), wchodziła także w skład Komitetu Krajowego Ludowej Politycznej Konferencji Konsultatywnej Chin w latach 1983–1993 (kadencje VI i VII).